# Eurhynchium hians
Eurhynchium hians là một loài Rêu trong họ Brachytheciaceae. Loài này được (Hedw.) Sande Lac. mô tả khoa học đầu tiên năm 1866.

## Hình ảnh

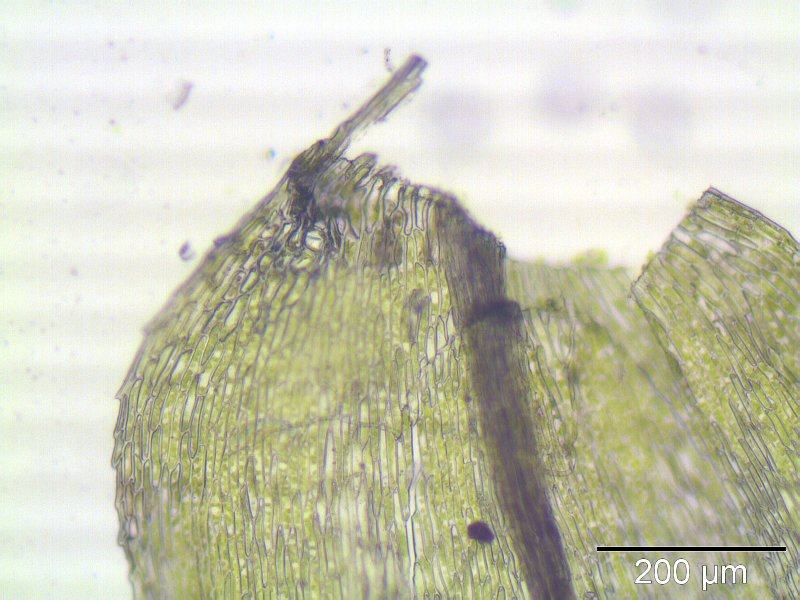
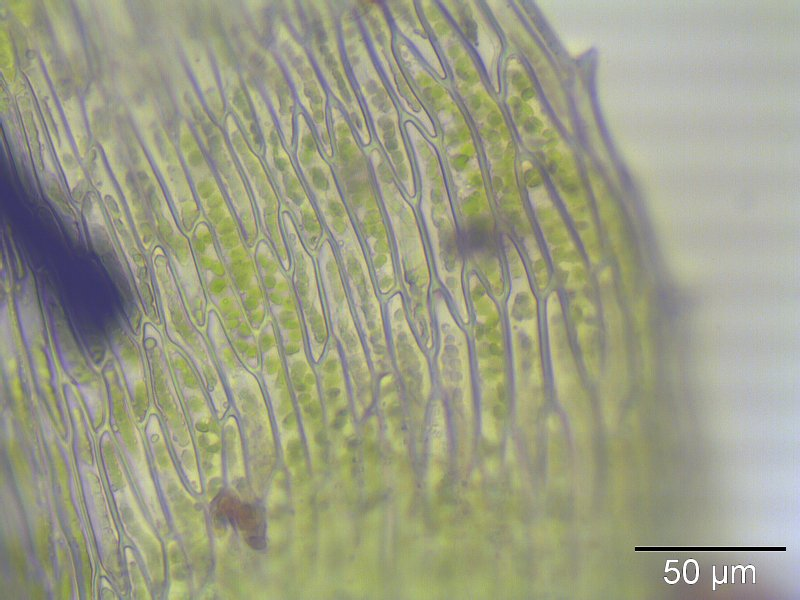
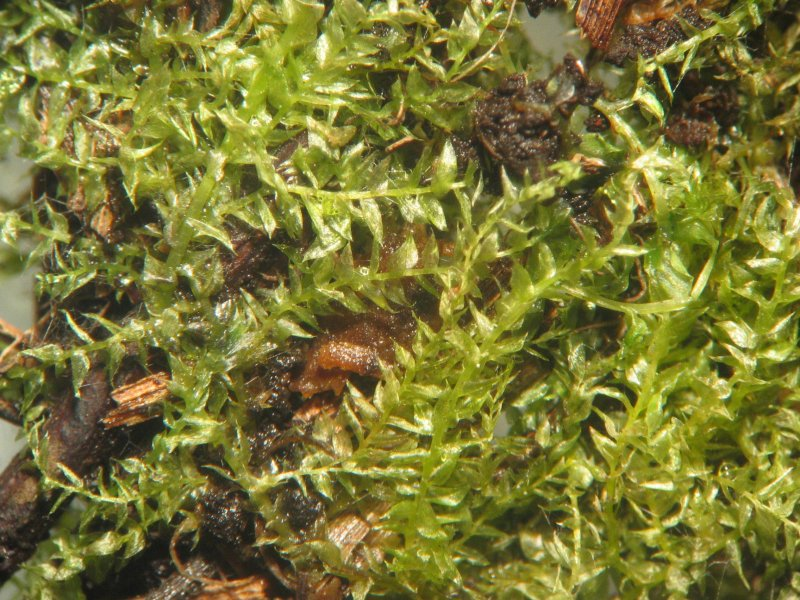
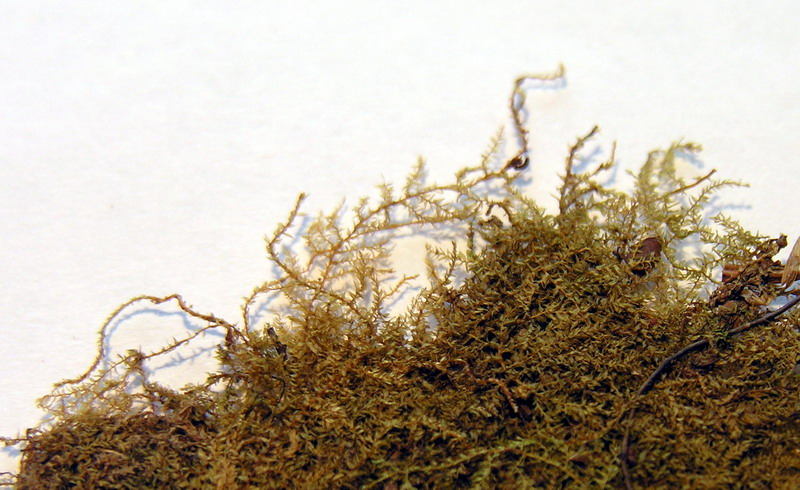